# Maki Muraki
Maki Muraki (1974) es una emprendedora social y activista japonesa del colectivo LGBT. Dirige la organización japonesa de defensa de los derechos LGBT Nijiiro Diversity ("Arco iris"), con sede en Osaka. A través de conferencias y apariciones en los medios de comunicación, aboga por políticas favorables a homosexuales y lesbianas en los entornos laborales empresariales y la sociedad japonesa.

## Trayectoria
Muraki se graduó en la Universidad de Kioto. Muraki puso de manifiesto que el personal empleado LGBT en Japón pueden sentirse incómodo en su entorno, lo que podría presionarles a cambiar de profesión, o sufrir depresión y fatiga. Aboga por políticas de despachos y oficinas más respetuosas con el colectivo LGBT, como la restricción de declaraciones anti-LGBT y líneas telefónicas directas para ofrecer apoyo a los empleados LGBT. También ha animado al gobierno japonés a adoptar leyes contra la discriminación, mejorar la representación de los homosexuales en los medios de comunicación y  permitir el matrimonio entre personas del mismo sexo.
Ha dado charlas a corporaciones y oficinas gubernamentales sobre la igualdad de trato a homosexuales y lesbianas en el entorno laboral. Es autora de los libros Manual en el lugar de trabajo LGBT y de lntroducción al colectivo LGBT en el lugar de trabajo. En 2012 fundó Nijiiro Diversity, una organización para sensibilizar y asesorar a las empresas japonesas sobre la igualdad LGBT en sus estrategias de gestión. Nijiro Diversity recibió una subvención del Google Impact Challenge en 2015.